# Großer Preis von Deutschland 1997
Der Große Preis von Deutschland 1997 (offiziell LXII Großer Mobil 1 Preis von Deutschland) fand am 25. Juli auf dem Hockenheimring Baden-Württemberg in Hockenheim statt und war das zehnte Rennen der Formel-1-Weltmeisterschaft 1997.

## Bericht

### Hintergrund
Nach dem Großen Preis von Großbritannien führte Michael Schumacher in der Fahrerwertung mit vier Punkten vor Jacques Villeneuve und mit 26 Punkten vor Jean Alesi. In der Konstrukteurswertung führte Ferrari mit drei Punkten vor Williams-Renault und mit 31 Punkten vor Benetton-Renault.
Nach dem Rennen in Silverstone legten die Teams Mitte Juli Testtage auf dem Autodromo Nazionale Monza in Monza ein. Dort konnte am ersten Tag Shinji Nakano die schnellste Zeit erringen, am darauffolgenden Tag konnte Giancarlo Fisichella die Bestzeit überbieten. Am dritten Tag holte sich Johnny Herbert die schnellste Zeit, und am letzten Tag war Ralf Schumacher der Schnellste.
Vor dem Rennen gab es einen Fahrerwechsel: Gerhard Berger konnte nach seiner Nasennebenhöhlenverletzung und dem tragischen Tod seines Vaters wieder ins Cockpit zurückkehren und ersetzte den bisher eingesprungenen Testfahrer Alexander Wurz.
Vier Tage bevor das Grand Prix-Wochenende startete, gab der Organisator des Großen Preises von Deutschland bekannt, den Vertrag verlängert zu haben. Somit werde das Rennen am Hockenheimring bis 2001 in der Formel 1 bleiben. Ebenfalls gab Benetton bekannt, Fisichella für 1998 verpflichtet zu haben, nachdem Berger seinen Rücktritt aus der Formel 1 bekannt gab.
Mit Damon Hill, Michael Schumacher und Berger (jeweils einmal) traten drei ehemalige Sieger zu diesem Grand Prix an.

### Training
Vor dem Rennen fanden zwei Trainingseinheiten statt: Die erste am Freitagmorgen und die zweite am Samstagmorgen.
Das erste freie Training fand zeitweise während eines Gewitters statt. Ralf Schumacher holte sich vor seinem Bruder Michael Schumacher die schnellste Zeit mit 1:46,196 Minuten. Williams enttäuschte in dieser Session und so endeten sie auf den Plätzen 16 (Villeneuve) sowie 18 (Heinz-Harald Frentzen). Für Überraschungen konnten Norberto Fontana sowie Pedro Diniz sorgen, die beide nur rund eine halbe Sekunde hinter dem Ersten auf Platz fünf und sechs landeten. Alle Fahrer waren innerhalb von fünf Sekunden platziert.
Im zweiten freien Training am Samstag konnte sich erneut Ralf Schumacher die Bestzeit sichern, Mika Häkkinen musste sich um zwei Tausendstel geschlagen geben. Alle Fahrer waren innerhalb von vier Sekunden platziert.

### Qualifying
Jeder Fahrer hatte nur zwölf Runden zur Verfügung, um die schnellste Zeit zu fahren.
Berger konnte sich mit 1:41,873 Minuten die Bestzeit sichern, rund zwei Hundertstel vor dem zukünftigen Benetton-Fahrer Fisichella. Es war die erste Pole-Position für das Benetton-Team seit dem Großen Preis von Japan 1995. Michael Schumacher konnte sich Platz vier sichern, sein Verfolger in der Weltmeisterschaft, Villeneuve, wurde nur Neunter mit einer Sekunde Rückstand. Grund für das schlechte Abschneiden war, dass das Auto auf den langen Geraden rund 3 km/h langsamer als Bergers Benetton war. Alle Fahrer waren innerhalb von fünf Sekunden platziert.

### Warm-Up
Mit 1:45,006 Minuten wurde Villeneuve Erster, dahinter folgten Hill, Fisichella, sein Teamkollege Frentzen sowie Berger. Alle Fahrer waren innerhalb von sechs Sekunden platziert.

### Rennen

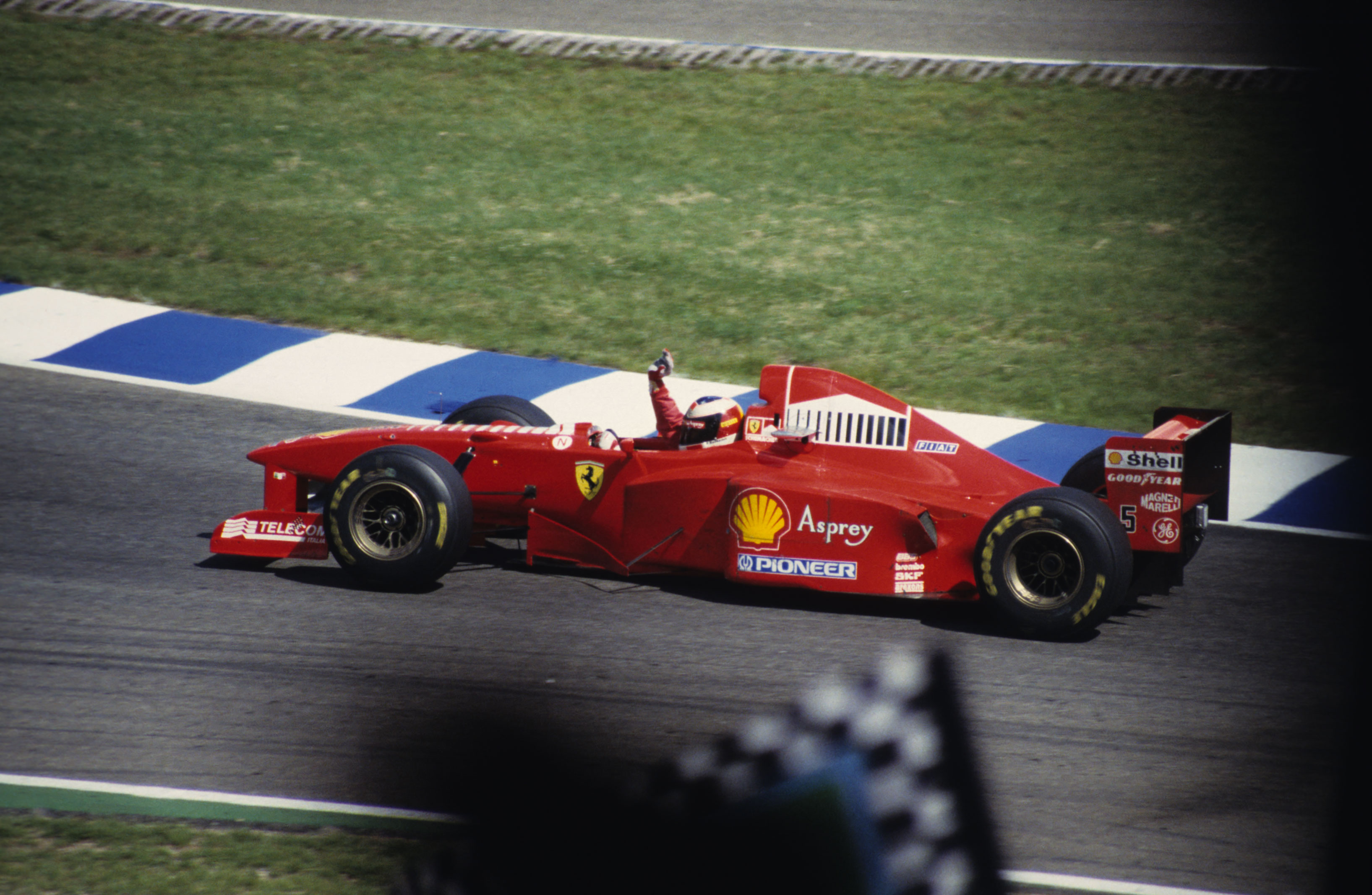
Michael Schumacher im Ferrari nach dem Rennen

Der Minardi von Tarso Marques konnte aufgrund eines Antriebsschadens nicht starten.
Berger konnte seine Führung verteidigen, wurde aber von Fisichella gehetzt, welcher auch für zwei Runden die Führung übernahm. Doch als Fisichella seine Reifen durch ein Teil von Jan Magnussens Motor beschädigte, musste er aufgrund des überhitzten Motors aufgeben, da sich die Teile des kaputten Reifens im Kühler sammelten und so der Motor nicht mehr ausreichend gekühlt werden konnte.
Währenddessen hatte Villeneuve ein desaströses Rennen, da er zwölf Runden vor Ende ausschied. Beim Versuch, den Neuling Jarno Trulli zu überholen, drehte sich der Kanadier und musste aufgeben.
Berger behielt die Führung bis zum Ende und konnte überlegen das Rennen gewinnen. Mit diesem Erfolg konnte Berger seinen zehnten Sieg sowie seinen zweiten Grand Slam (Kombination aus Pole-Position, Sieg und der schnellsten Rennrunde) sichern. Noch dazu war es Bergers zwölfte Pole-Position sowie seine 21. schnellste Rennrunde. Gleichzeitig war es jedoch sein letzter Formel-1-Sieg sowie der letzte für Benetton. Kurioserweise konnte Berger seinen ersten Sieg beim Großen Preis von Mexiko 1986 ebenfalls bei Benetton holen, was noch dazu auch Benettons erster Sieg war. Es ist der bisher letzte Sieg eines Österreichers in der Formel 1.
In der Fahrerwertung konnte Michael Schumacher seinen Vorsprung vor Villeneuve wieder ausbauen. Dritter blieb Alesi. In der Konstrukteurswertung blieben die ersten drei Positionen auch unverändert.

## Meldeliste
| Team                        | Nr. | Fahrer                | Chassis        | Motor                 | Reifen |
| --------------------------- | --- | --------------------- | -------------- | --------------------- | ------ |
| Danka Arrows Yamaha         | 01  | Damon Hill            | Arrows A18     | Yamaha 3.0 V10        | B      |
| Danka Arrows Yamaha         | 02  | Pedro Diniz           | Arrows A18     | Yamaha 3.0 V10        | B      |
| Rothmans Williams Renault   | 03  | Jacques Villeneuve    | Williams FW19  | Renault 3.0 V10       | G      |
| Rothmans Williams Renault   | 04  | Heinz-Harald Frentzen | Williams FW19  | Renault 3.0 V10       | G      |
| Scuderia Ferrari Marlboro   | 05  | Michael Schumacher    | Ferrari F310B  | Ferrari 3.0 V10       | G      |
| Scuderia Ferrari Marlboro   | 06  | Eddie Irvine          | Ferrari F310B  | Ferrari 3.0 V10       | G      |
| Mild Seven Benetton Renault | 07  | Jean Alesi            | Benetton B197  | Renault 3.0 V10       | G      |
| Mild Seven Benetton Renault | 08  | Gerhard Berger        | Benetton B197  | Renault 3.0 V10       | G      |
| West McLaren Mercedes       | 08  | Mika Häkkinen         | McLaren MP4/12 | Mercedes-Benz 3.0 V10 | G      |
| West McLaren Mercedes       | 10  | David Coulthard       | McLaren MP4/12 | Mercedes-Benz 3.0 V10 | G      |
| B&H Total Jordan Peugeot    | 11  | Ralf Schumacher       | Jordan 197     | Peugeot 3.0 V10       | G      |
| B&H Total Jordan Peugeot    | 12  | Giancarlo Fisichella  | Jordan 197     | Peugeot 3.0 V10       | G      |
| Prost Gauloises Peugeot     | 14  | Jarno Trulli          | Prost JS45     | Mugen-Honda 3.0 V10   | B      |
| Prost Gauloises Peugeot     | 15  | Shinji Nakano         | Prost JS45     | Mugen-Honda 3.0 V10   | B      |
| Red Bull Sauber Petronas    | 16  | Johnny Herbert        | Sauber C16     | Petronas 3.0 V10      | G      |
| Red Bull Sauber Petronas    | 17  | Norberto Fontana      | Sauber C16     | Petronas 3.0 V10      | G      |
| Tyrrell                     | 18  | Jos Verstappen        | Tyrrell 025    | Ford ED5 3.0 V8       | G      |
| Tyrrell                     | 19  | Mika Salo             | Tyrrell 025    | Ford ED5 3.0 V8       | G      |
| Minardi Team                | 20  | Ukyō Katayama         | Minardi M197   | Hart 3.0 V8           | B      |
| Minardi Team                | 21  | Tarso Marques         | Minardi M197   | Hart 3.0 V8           | B      |
| Stewart Ford                | 22  | Rubens Barrichello    | Stewart SF01   | Ford Zetec-R 3.0 V10  | B      |
| Stewart Ford                | 23  | Jan Magnussen         | Stewart SF01   | Ford Zetec-R 3.0 V10  | B      |

## Klassifikation

### Qualifying
| Pos.                                                                       | Fahrer                | Konstrukteur      | Zeit     | Start |
| -------------------------------------------------------------------------- | --------------------- | ----------------- | -------- | ----- |
| 01                                                                         | Gerhard Berger        | Benetton-Renault  | 1:41,873 | 01    |
| 02                                                                         | Giancarlo Fisichella  | Jordan-Peugeot    | 1:41,896 | 02    |
| 03                                                                         | Mika Häkkinen         | McLaren-Mercedes  | 1:42,034 | 03    |
| 04                                                                         | Michael Schumacher    | Ferrari           | 1:42,181 | 04    |
| 05                                                                         | Heinz-Harald Frentzen | Williams-Renault  | 1:42,421 | 05    |
| 06                                                                         | Jean Alesi            | Benetton-Renault  | 1:42,493 | 06    |
| 07                                                                         | Ralf Schumacher       | Jordan-Peugeot    | 1:42,498 | 07    |
| 08                                                                         | David Coulthard       | McLaren-Mercedes  | 1:42,687 | 08    |
| 09                                                                         | Jacques Villeneuve    | Williams-Renault  | 1:42,967 | 09    |
| 10                                                                         | Eddie Irvine          | Ferrari           | 1:43,209 | 10    |
| 11                                                                         | Jarno Trulli          | Prost-Mugen-Honda | 1:43,226 | 11    |
| 12                                                                         | Rubens Barrichello    | Stewart-Ford      | 1:43,272 | 12    |
| 13                                                                         | Damon Hill            | Arrows-Yamaha     | 1:43,361 | 13    |
| 14                                                                         | Johnny Herbert        | Sauber-Petronas   | 1:43,660 | 14    |
| 15                                                                         | Jan Magnussen         | Stewart-Ford      | 1:43,927 | 15    |
| 16                                                                         | Pedro Diniz           | Arrows-Yamaha     | 1:44,069 | 16    |
| 17                                                                         | Shinji Nakano         | Prost-Mugen-Honda | 1:44,112 | 17    |
| 18                                                                         | Norberto Fontana      | Sauber-Petronas   | 1:44,552 | 18    |
| 19                                                                         | Mika Salo             | Tyrrell-Ford      | 1:45,372 | 19    |
| 20                                                                         | Jos Verstappen        | Tyrrell-Ford      | 1:45,811 | 20    |
| 21                                                                         | Tarso Marques         | Minardi-Hart      | 1:45,942 | 21    |
| 22                                                                         | Ukyō Katayama         | Minardi-Hart      | 1:46,499 | 22    |
| 107-Prozent-Zeit: 1:49,400 min (bezogen auf die Bestzeit von 1:41,873 min) |                       |                   |          |       |

### Rennen
| Pos. | Fahrer                | Konstrukteur      | Runden | Stopps | Zeit        | Start | Schnellste Runde |
| ---- | --------------------- | ----------------- | ------ | ------ | ----------- | ----- | ---------------- |
| 01   | Gerhard Berger        | Benetton-Renault  | 45     | 2      | 1:20:59,046 | 01    | 1:45,747 (09.)   |
| 02   | Michael Schumacher    | Ferrari           | 45     | 2      | + 17,527    | 04    | 1:46,603 (43.)   |
| 03   | Mika Häkkinen         | McLaren-Mercedes  | 45     | 1      | + 24,770    | 03    | 1:46,831 (09.)   |
| 04   | Jarno Trulli          | Prost-Mugen-Honda | 45     | 1      | + 27,165    | 11    | 1:46,733 (23.)   |
| 05   | Ralf Schumacher       | Jordan-Peugeot    | 45     | 1      | + 29,995    | 07    | 1:46,127 (24.)   |
| 06   | Jean Alesi            | Benetton-Renault  | 45     | 2      | + 34,717    | 06    | 1:45,917 (20.)   |
| 07   | Shinji Nakano         | Prost-Mugen-Honda | 45     | 1      | + 1:19,722  | 17    | 1:47,939 (24.)   |
| 08   | Damon Hill            | Arrows-Yamaha     | 44     | 2      | + 1 Runde   | 13    | 1:46,560 (10.)   |
| 09   | Norberto Fontana      | Sauber-Petronas   | 44     | 1      | + 1 Runde   | 18    | 1:47,908 (27.)   |
| 10   | Jos Verstappen        | Tyrrell-Ford      | 44     | 1      | + 1 Runde   | 20    | 1:50,159 (04.)   |
| 11   | Giancarlo Fisichella  | Jordan-Peugeot    | 40     | 2      | DNF         | 02    | 1:46,274 (34.)   |
| –    | Rubens Barrichello    | Stewart-Ford      | 33     | 2      | DNF         | 12    | 1:47,074 (28.)   |
| –    | Mika Salo             | Tyrrell-Ford      | 33     | 1      | DNF         | 19    | 1:49,611 (25.)   |
| –    | Jacques Villeneuve    | Williams-Renault  | 33     | 1      | DNF         | 09    | 1:47,044 (24.)   |
| –    | Jan Magnussen         | Stewart-Ford      | 27     | 1      | DNF         | 15    | 1:48,189 (14.)   |
| –    | Ukyō Katayama         | Minardi-Hart      | 23     | 0      | DNF         | 22    | 1:50,161 (22.)   |
| –    | Johnny Herbert        | Sauber-Petronas   | 8      | 0      | DNF         | 14    | 1:49,184 (03.)   |
| –    | Pedro Diniz           | Arrows-Yamaha     | 8      | 0      | DNF         | 16    | 1:48,836 (05.)   |
| –    | David Coulthard       | McLaren-Mercedes  | 1      | 1      | DNF         | 08    | 2:22,236 (01.)   |
| –    | Heinz-Harald Frentzen | Williams-Renault  | 1      | 0      | DNF         | 05    | 3:13,699 (01.)   |
| –    | Eddie Irvine          | Ferrari           | 1      | –      | DNF         | 10    | 3:16,256 (01.)   |
| DNS  | Tarso Marques         | Minardi-Hart      | –      | –      | –           | 21    | –                |

Anmerkungen
1. ↑  Marques konnte aufgrund eines Antriebsschadens nicht am Rennen teilnehmen.

## WM-Stände nach dem Rennen
Die ersten sechs des Rennens bekamen 10, 6, 4, 3, 2 bzw. 1 Punkt(e).

### Fahrerwertung
| Pos. | Fahrer                | Konstrukteur      | Punkte |
| ---- | --------------------- | ----------------- | ------ |
| 01   | Michael Schumacher    | Ferrari           | 53     |
| 02   | Jacques Villeneuve    | Williams-Renault  | 43     |
| 03   | Jean Alesi            | Benetton-Renault  | 22     |
| 04   | Gerhard Berger        | Benetton-Renault  | 20     |
| 05   | Heinz-Harald Frentzen | Williams-Renault  | 19     |
| 06   | Eddie Irvine          | Ferrari           | 18     |
| 07   | Olivier Panis         | Prost-Mugen-Honda | 15     |
| 08   | David Coulthard       | McLaren-Mercedes  | 14     |
| 09   | Mika Häkkinen         | McLaren-Mercedes  | 14     |
| 10   | Ralf Schumacher       | Jordan-Peugeot    | 9      |
| 11   | Giancarlo Fisichella  | Jordan-Peugeot    | 8      |
| 12   | Johnny Herbert        | Sauber-Petronas   | 7      |
| 13   | Rubens Barrichello    | Stewart-Ford      | 6      |

| Pos. | Fahrer            | Konstrukteur                     | Punkte |
| ---- | ----------------- | -------------------------------- | ------ |
| 14   | Alexander Wurz    | Benetton-Renault                 | 4      |
| 15   | Jarno Trulli      | Prost-Mugen-Honda / Minardi-Hart | 3      |
| 16   | Mika Salo         | Tyrrell-Ford                     | 2      |
| 17   | Shinji Nakano     | Prost-Mugen-Honda                | 1      |
| 18   | Nicola Larini     | Sauber-Petronas                  | 1      |
| 19   | Damon Hill        | Arrows-Yamaha                    | 1      |
| 20   | Jan Magnussen     | Stewart-Ford                     | 0      |
| 21   | Jos Verstappen    | Tyrrell-Ford                     | 0      |
| 22   | Pedro Diniz       | Arrows-Yamaha                    | 0      |
| 23   | Norberto Fontana  | Sauber-Petronas                  | 0      |
| 24   | Ukyō Katayama     | Minardi-Hart                     | 0      |
| 25   | Gianni Morbidelli | Sauber-Petronas                  | 0      |
| 26   | Tarso Marques     | Minardi-Hart                     | 0      |

### Konstrukteurswertung
| Pos. | Konstrukteur      | Punkte |
| ---- | ----------------- | ------ |
| 01   | Ferrari           | 71     |
| 02   | Williams-Renault  | 62     |
| 03   | Benetton-Renault  | 45     |
| 04   | McLaren-Mercedes  | 28     |
| 05   | Prost-Mugen-Honda | 19     |
| 06   | Jordan-Peugeot    | 17     |

| Pos. | Konstrukteur    | Punkte |
| ---- | --------------- | ------ |
| 07   | Sauber-Petronas | 8      |
| 08   | Stewart-Ford    | 6      |
| 09   | Tyrrell-Ford    | 2      |
| 10   | Arrows-Yamaha   | 1      |
| 11   | Minardi-Hart    | 0      |
| –    | Lola-Ford       | 0      |